# Maria Fredriksson
Maria Fredriksson, född 1975, är en svensk dokumentärfilmare och manusförfattare.

## Biografi
Fredriksson har bland annat avlagt en magisterexamen vid Stockholms dramatiska högskola i ”Det personliga berättandet i dokumentärfilm” 2012. Hon har även gått en projektutbildning i dokumentärfilm vid Birkagårdens folkhögskola och studerat filmregi vid New York Film Academy 2003.
Innan Fredriksson började göra filmer arbetade hon inom reklambranschen som copywriter på byråer som King och Åkestam Holst. 2007 lämnade hon branschen och övergick till att arbeta som frilans, bland annat för TV-program som Kobra och Alla är fotografer för SVT. Tillsammans med Ina Holmqvist och Martina Carlstedt driver hon produktionsbolaget Ballad.
2007 hade hennes första film premiär, dokumentären ”Medan tid är” (2007). Filmen tilldelades pris för bästa korta dokumentär på Tempo dokumentärfestival 2007. Huvudperson i filmen är 83-åriga Margareta och Fredriksson kom att följa henne i ytterligare tre kortdokumentärer: ”Drömresan” (2011), ”Elvakaffe” (2013) och ”Afternoon Tea” (2015). 2018 hade hennes dokumentär ”Ett jävla paradis” premiär.
År 2023 kom Fredriksson med dokumentären Miraklet i Gullspång om två norska systrar som köper en lägenhet i svenska Gullspång. Filmen mötte god kritik och inför Guldbaggegalan 2024 nominerades den till fyra guldbaggar, och vann Bästa dokumentärfilm. Fredriksson nominerades själv i kategorin Bästa regi.
År 2024 tilldelades Fredriksson Bo Widerberg-stipendiet i samband med Lilla filmfestivalen i Båstad.